# Benjamin Glück
Benjamin Glück (* 28. April 1986 in Erding) ist ein deutscher Fußballtrainer.

## Laufbahn
Glück wuchs im bayerischen Ohlstadt auf und studierte in München Mathematik und Sport. 2012 schloss er sein Studium ab. Anschließend schlug Glück eine Trainerlaufbahn ein und war zunächst vier Jahre lang als Videoanalyst im Nachwuchsbereich der TSG 1899 Hoffenheim tätig. Zuvor hatte er bereits mehrere Praktika im Verein absolviert. Glück wechselte später in dieser Funktion zur ersten Mannschaft der Hoffenheimer, bei der er unter den Übungsleitern Markus Gisdol, Huub Stevens und später Julian Nagelsmann beschäftigt war. Von Juli 2019 bis Juni 2021 war Glück Assistent Nagelsmanns bei RB Leipzig, anschließend folgte er diesem bis März 2023 zum FC Bayern München. Mit den Münchnern wurde das Gespann in der Saison 2021/22 deutscher Meister.
Seit September 2023 ist er unter Bundestrainer Nagelsmann gemeinsam mit Sandro Wagner Assistenztrainer der deutschen Nationalmannschaft, nachdem er ebenso wie Nagelsmann ein halbes Jahr lang ohne Anstellung gewesen war.

## Privates
Glück und seine Lebensgefährtin sind Eltern.